# Batman Begins (datorspel)
Batman Begins är ett datorspel från 2005. Den släpptes 14 juni 2005, en dag före utgivandet av Batman Begins. Det utvecklades av Eurocom och publicerades av Electronic Arts i samarbete med Warner Bros. Interactive Entertainment och DC Comics. Det släpptes på Game Boy Advance, GameCube, PlayStation 2 och Xbox. Filmens original skådespelare gjorde röster i spelet, med undantag för Gary Oldman, som skildrar James Gordon, ersatt av Gavin Hammon.
En PlayStation Portable version av spelet var planerat, men senare avbrutet. En uppföljare, Batman: The Dark Knight, utvecklades för PlayStation 3 och Xbox 360 men senare avbruten.